# Fronteira Burundi–Tanzânia
Fronteira entre o Burundi e a Tanzânia é a linha que de 451 km de extensão, sentido norte-sul, que separa o leste de Burundi, províncias de Muyinga, Cankuzo, Ruyigi, Rutana, Makamba, do território da região de Kigoma da Tanzânia. 

## Traçado

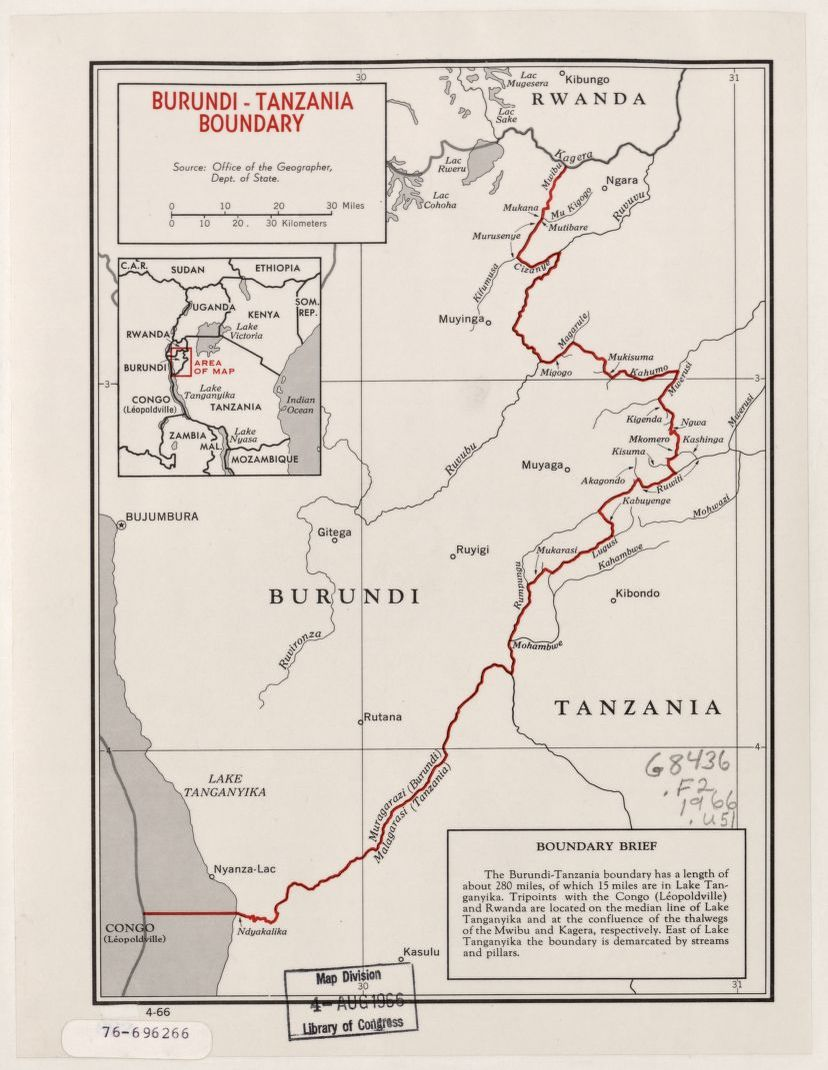
Mapa da fronteira entre Burundi e Tanzânia.

A fronteira se inicia no sul no meio do Lago Tanganica onde faz a tríplice fronteira Burundi-Tanzânia-República Democrática do Congo. Em seguida, segue em trecho retilíneo no sentido leste na direção e bem próximo ao paralelo 4º Norte por 30 km até pouco além das margens desse lago. Depois, segue para o norte em trecho bem sinuoso, parcialmente marcado pelo rio Kagera, até à tríplice fronteira dos dois países com o Ruanda.

## História
Em 1916 com a conquista britânica da Tanganica (hoje Tanzânia) que era colônia alemã essa fronteira foi definida, tendo sido confirmada com a criação em 1919 das colônias Ruanda-Urundi (Bélgica) e Tanganica (Reino Unido).